# Ad van Luyn
Adrianus Herman (Ad) van Luyn S.D.B. (Groningen, 10 augustus 1935) is bisschop-emeritus van Rotterdam. Hij is salesiaan. Zijn wapenspreuk luidt: Collabora Evangelio (= Draag uw deel in de inspanning voor het evangelie).

## Jeugd en studie
Van Luyn volgde vanaf 1948 het kleinseminarie van de Salesianen van Don Bosco in Ugchelen. Vijf jaar later werd hij novice in Twello. In 1954 legde hij zijn religieuze geloften af en werd salesiaan. In 1955 startte hij zijn priesterstudie aan het Salesiaans filosoficum in Twello. Op het kleinseminarie in Ugchelen (en vanaf 1959 in 's-Heerenberg) deed Van Luyn zijn stage in het jeugdwerk, waarna hij theologie studeerde aan het Pontificio Ateneo Salesiano in Turijn. Daar haalde hij in 1964 zijn licentiaat theologie. Na zijn studietijd te Turijn was hij met verschillende opdrachten werkzaam, eerst in 's-Heerenberg, later in Den Haag. Tegelijkertijd schreef hij zich in aan de Katholieke Universiteit Nijmegen als doctoraalstudent systematische theologie. Vanaf het studiejaar 1967 verhuisde hij naar Nijmegen, waar hij in 1969 slaagde voor het doctoraalexamen dogmatiek.

## Kerkelijke loopbaan
Van Luyn werd op 9 februari 1964 priester gewijd door nuntius mgr. Beltrami in de kapel van het kleinseminarie van de salesianen te 's-Heerenberg. Na zijn priesterwijding was hij van 1964 tot 1967 leraar klassieke talen op het kleinseminarie in 's-Heerenberg. Tegelijkertijd was hij tot 1969 secretaris van de provinciaal overste. Aan het Salesiaans Theologicum in Nijmegen was hij van 1967 tot 1969 studieprefect, en van 1969 tot 1974 overste. In die periode was hij tevens docent fundamentele theologie aan het Albertinum.
In 1969 werd hij viceprovinciaal van de Nederlandse Provincie der Salesianen en van 1975 tot 1981 provinciaal overste. De Nederlandse bisschoppen vroegen hem in 1978 lid te worden van de Bisschoppelijke Beheerskommissie (BKK). In 1980 maakte paus Johannes Paulus II hem lid van de Bijzondere Synode van de Nederlandse Bisschoppen in Rome. Zijn congregatie benoemde hem van 1981 tot 1990 tot provinciaal overste van de Studiehuizen van de Pauselijke Salesiaanse Universiteit in Rome. In 1991 benoemden de Nederlandse bisschoppen hem voor vijf jaar tot secretaris-generaal van de Nederlandse Bisschoppenconferentie.
Paus Johannes Paulus II benoemde hem op 27 november 1993, als opvolger van mgr. Bär, tot vierde bisschop van Rotterdam. Op 12 februari 1994 werd hij door kardinaal Simonis, bisschop Ernst en kardinaal Bertone, eveneens een salesiaan, tot bisschop gewijd.

## Bisschop van Rotterdam

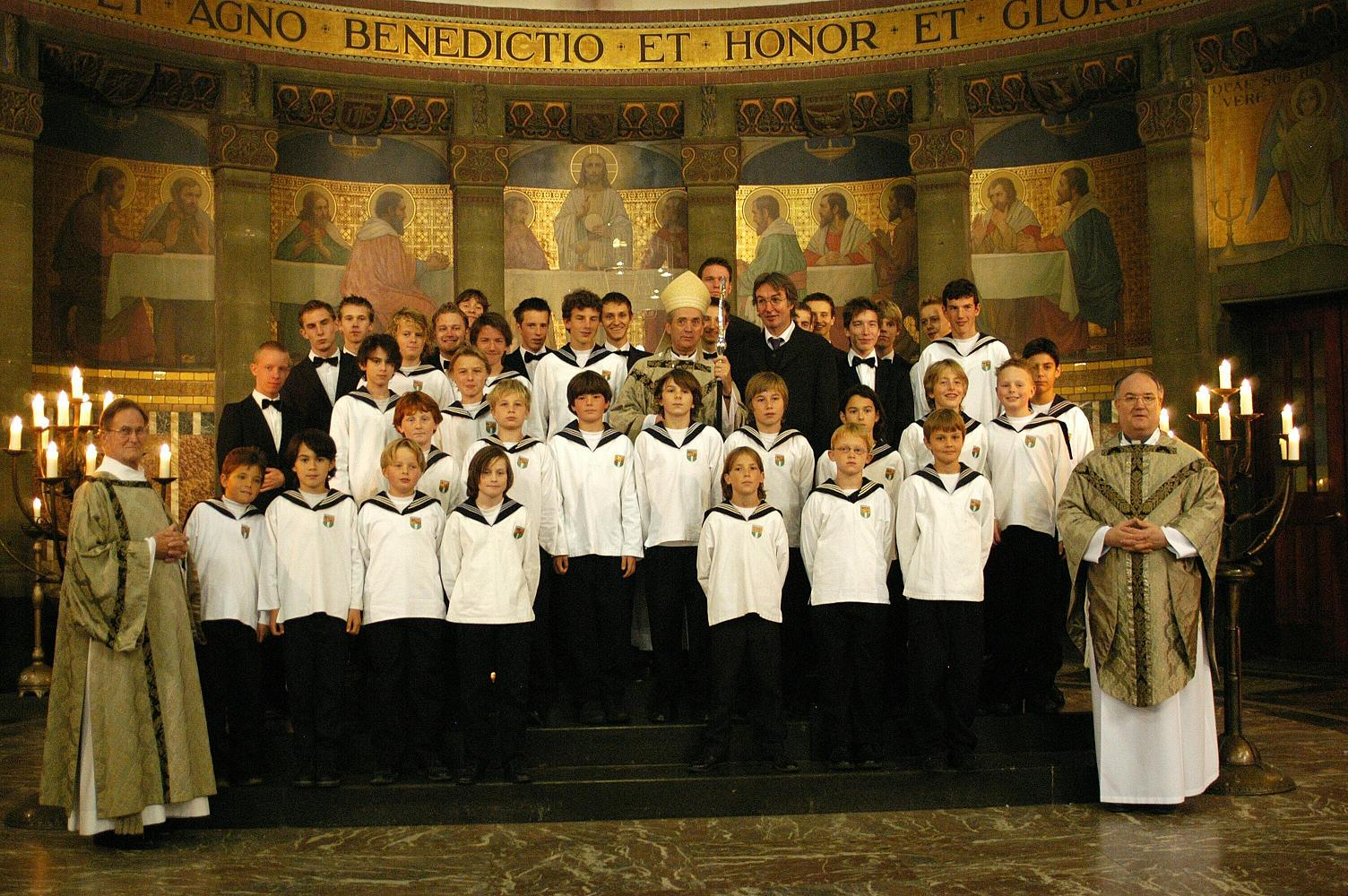
Mgr. Van Luyn te midden van het Rotterdams Jongenskoor

##### Spiritualiteit, solidariteit en soberheid
Bisschop Van Luyn haalde in zijn periode als bisschop van Rotterdam twee nieuwe internationale religieuze bewegingen naar zijn bisdom: de broeders van Sint-Jan en de Dienaressen van de Heer en de Maagd van Matara, onder leiding van de Nederlandse generaal-overste zuster Maria de Anima Christi. Hij legde als bisschop van de grootste havenstad van de wereld een speciale interesse aan de dag voor economische en maatschappelijke problemen, voor de humanisering van de samenleving en de gevolgen van de consumptiemaatschappij. Hij schreef er meerdere publicaties over. Van Luyn vond dat toenmalig CDA-premier Balkenende zijn aandacht te veel liet uitgaan naar de economie alleen.
Van Luyn noemde zich wel de bisschop van de 3 "s-en": spiritualiteit, solidariteit en soberheid (in het Engels de 3 "p's" van people, profit en planet), waar hij een 4e "p" aan toevoegde, namelijk die van pneuma: spiritualiteit. Zijn salesiaanse belangstelling voor jongeren, leidde tot een opmerkelijk grote opkomst van jongeren uit zijn bisdom naar de Wereldjongerendagen in Rome, Parijs, Toronto, Keulen en Sydney. De grote Europese Taizé-bijeenkomst in Ahoy Rotterdam in december 2011 vormde ook een hoogtepunt van zijn periode als bisschop van Rotterdam.

##### Het geloof van prinses Maxima
Bisschop Van Luyn heeft als bisschop van Rotterdam goede contacten onderhouden met het koningshuis, dat in het bisdom Rotterdam woont. Hij waardeerde en herkende in Prinses Máxima een gelovig katholiek. “Zij handelt bij haar inzet voor armen en kwetsbaren vanuit haar geloof” zei de bisschop na afloop van het jubileumcongres van de Nederlandse Vereniging voor Volkskrediet (NVVK). De prinses staat “midden in de Kerk”, zo maakte de bisschop op uit de contacten die hij met haar heeft gehad. Van Luyn sprak samen met de prinses op het congres van de NVVK in de Grote Kerk in Den Haag, de bisschop over de katholieke visie op schuldaflossing en de prinses over microkrediet.

##### Begrafenis Pim Fortuyn
In 2002 was Van Luyn de voorganger in de uitvaart van de politicus Pim Fortuyn die kort daarvoor op het Mediapark in Hilversum was vermoord. Fortuyn werd in katholieke kring bekritiseerd vanwege zijn promiscue gedrag. Hij behoorde tot de r.k. parochie van de HH. Laurentius- en Elisabethkathedraal. Hoewel de bisschop Fortuyn niet persoonlijk kende, meende hij op deze uitnodiging te moeten ingaan, om het kerkelijk geluid te laten meeklinken in wat hij later een "tegenbeweging" noemde tegen de extreme individualisering in de samenleving en het daarmee gepaard gaande verlies van respect voor de medemens.

##### Huysmans
In zijn tijd als bisschop speelde Van Luyn ook de rol van aanklager in de affaire-Huysmans.

##### Houding ten opzichte van seksueel misbruik
Begin 2010 zijn door de Wereldomroep en NRC Handelsblad verschillende onthullingen gepubliceerd omtrent seksueel misbruik binnen de Rooms-Katholieke Kerk. Bij de meldingen van het misbruik worden o.a. salesianen als de daders genoemd. Van Luyn is zelf nooit van misbruik beschuldigd. Wel schreef de NRC op 26 november 2010 dat bisschop Van Luyn al twee jaar zou hebben geweten van iemand die eind jaren 40 was misbruikt door meerdere priesters. Het slachtoffer was een oud-klasgenoot en slaapzaalgenoot van Van Luyn. Het slachtoffer had geprobeerd contact op te nemen met de bisschop, om met hem het misbruik te bespreken. De Nederlandse bisschoppenconferentie zei dat Van Luyn het slachtoffer daarop had geadviseerd contact op te nemen met de congregatie van salesianen van Don Bosco, omdat hij geen bestuurlijke verantwoordelijkheid in deze kwestie had. NRC beweerde op 16 maart 2013 dat Van Luyn justitie niet inschakelde, aandrong op het seponeren van een politiedossier, betrokken was bij het overplaatsen van een pedofiele priester, en te weinig voor de slachtoffers deed.
Onder Van Luyn zou in 1995 een priester aangesteld zijn die twintig misbruikzaken zou hebben bekend. Toen het opnieuw fout ging zou hij hem ten langen leste overgeplaatst hebben naar het aartsbisdom. Ook daar zou de priester zich aan kinderen hebben vergrepen.
Van Luyn zou volgens een landelijk dagblad hulpverzoeken van slachtoffers in 2002, 2008 en 2010 verzwegen hebben.

## Voorzitter van de Europese Bisschoppenconferentie
In 2000 werd Van Luyn benoemd tot vicevoorzitter van de Commissie van Bisschoppen van de Europese Gemeenschap, een college waarvan hij in 2006 voorzitter werd. Hij bekleedde deze functie tot zijn emeritaat in 2011.

## Voorzitter van Pax Christi Nederland

##### Tegenstander Golfoorlog
In januari 1995 volgde hij bisschop Ernst op als voorzitter van de Nederlandse tak van Pax Christi. Als voorzitter van Pax Christi zet hij zich in voor het ten uitvoer brengen van het de bisschoppelijke brief "Tot vrede in staat". Hij steunde krachtig de kritiek van het Vaticaan op de Tweede Golfoorlog. Hij overhandigde premier Balkenende een petitie tegen deze oorlog en toen de secretaris van het IKV Mient Jan Faber niet wilde meelopen in de demonstratie omdat hij vóór de oorlog was, sprak de Pax Christi voorzitter op de Dam in Amsterdam als eerste de duizenden demonstranten toe.

##### Staakt-het-vuren tussen Israël en Libanon
In 2006 schaarde de bisschop zich achter een petitie die aandrong op een onmiddellijk staakt-het-vuren in de oorlog tussen Israël en Libanon. Ook paus Benedictus XVI en andere kerkelijke leiders hadden toen tot een staakt-het-vuren opgeroepen. De katholieke vredesbeweging Pax Christi pleitte voorts voor respect voor het internationale humanitaire recht en beëindiging van de bezetting van de Palestijnse gebieden.

##### Tegen clusterbommen
Toen de Nederlandse regering het gebruik van clusterbommen tijdelijk opschortte, maar de mogelijkheid om deze bommen in de toekomst te kunnen gebruiken, noemden bisschop Van Luyn en Pax Christi-directeur Jan Gruiters in een brief van februari 2008 deze wapens “in strijd met de menselijke waardigheid” en “moreel onacceptabel”.

## Voorzitter bisschoppenconferentie
Vanaf januari 2008 was Van Luyn voorzitter van de Nederlandse Bisschoppenconferentie. Dat was ongewoon, omdat deze rol meestal wordt vervuld door de bisschop met de hoogste rang in de bisschoppenconferentie: de aartsbisschop van Utrecht. Het is echter weer geen verplichting, omdat de leden van de bisschoppenconferentie als gelijken worden gezien, ongeacht de rang aartsbisschop, bisschop of hulpbisschop. De huidige aartsbisschop, Wim Eijk, aanvaardde het voorzitterschap niet, omdat hij pas kort aartsbisschop was en zich in eerste instantie volledig wilde toeleggen op de reorganisatie van het Aartsbisdom Utrecht.

## Referent-bisschop voor het jodendom

##### Tweestatenoplossing
Bisschop Ad van Luyn was referent-bisschop voor de relaties met het jodendom. Hij heeft als voorzitter van Pax Christi steeds gepleit voor het beëindigen van de Israëlische bezetting van Palestina en een duurzame en rechtvaardige oplossing op basis van de Tweestatenoplossing.

##### Kwestie Williamson
Toen de Holocaust-ontkenner Richard Williamson, bisschop binnen de van de RK Kerk afgescheiden Pius X broederschap, naar voren kwam als ontkenner van de Holocaust, reageerde Van Luyn op 1 februari 2009 in het tv-programma Kruispunt als volgt: “Dat betreur ik nog het meest. Dat de Joden weer zo op hun ziel zijn getrapt, doet mij persoonlijk pijn. Ik ben geschokt, betreur het, voel me belemmerd. Hier worden hindernissen opgeworpen.” Hij doelde hierbij ook op de gesprekken met de Broederschap om terug te keren in de RK Kerk, die in die tijd met het Vaticaan plaatsvonden. "Er zijn nu moeilijkheden bijgekomen door de uitspraken van Williamson. Het is schandalig, schokkend, cynisch, volkomen onhistorisch, haaks op wat het Vaticaan en de Kerk sindsdien Vaticanum II hebben ontwikkeld. Het is rampzalig wat hier is gebeurd.”

## Emeritaat
In 2010 is Van Luyn 75 jaar geworden, formeel de leeftijd waarop een bisschop wordt verondersteld zijn ontslag aan te bieden. De paus heeft zijn ontslag op 14 januari 2011 aanvaard. Van Luyn bleef apostolisch administrator van het bisdom, tot Hans van den Hende op 10 mei 2011 tot zijn opvolger werd benoemd. Op 18 juni 2011 nam Van Luyn afscheid van het bisdom Rotterdam.
Van 2011 tot in het najaar van 2016 woonde hij in een huis van de salesianen in Bonn waar hij zich bezig hield met de problematiek van zwerfkinderen in de Derde Wereld.
Op 10 februari 2019 vierde Van Luyn tijdens een plechtige hoogmis zijn 25-jarig bisschopsjubileum in de HH. Laurentius- en Elisabethkathedraal te Rotterdam, waarbij o.a. de huidige bisschop van Rotterdam mgr. Hans van den Hende, aartsbisschop van Mechelen-Brussel Jozef De Kesel en nuntius Aldo Cavalli concelebreerden.
Vanuit het Bisdom Rotterdam heeft hij in 2019 de opdracht gekregen om de parochie H. Augustinus te ondersteunen door op zon- en feestdagen voor te gaan. Deze bestaat uit de gemeenschappen van Katwijk, Wassenaar, Oegstgeest en Voorschoten.
Op 7 juli 2024 vierde Van Luyn zijn 70-jarig jubileum als Salesiaan, zijn 60-jarige priester jubileum en zijn 30-jarige bisschoppelijk jubileum met een pontificale hoogmis in de H. Laurentiuskerk in Voorschoten in aanwezigheid van de toenmalige vice-ambassadeurs van Polen en Oekraïne en een aantal wethouders uit de gemeenten waarin de Augustinusparochie zich bevindt.  

## Trivia
- Van Luyn komt uit een gezin waar, behalve hemzelf, nog drie broers priester en salesiaan werden.[15]
- Van Luyn heeft een neef (oomzegger), eveneens genaamd Ad (Adrianus Herman) die op 1 oktober 2022 tot priester is gewijd.[16][17][15]

## Publicaties
- Modern en devoot. Geloven in de Randstad. Baarn 1999
- Solidair en sober. Dienstbaar in de Randstad. Kampen 2001
- Geroepen en verantwoordelijk. Luisteren in de Randstad. Kampen 2003
- Jongeren op weg. Brieven aan een jonge pelgrim. Antwerpen/Rotterdam 2004
- Samenwerken voor het Evangelie. Antwerpen 2004
- Samen verder. Wegen naar vergeving en verzoening. Tielt 2006
- Waarden en deugden. Zorgvuldig in de Randstad. Kampen 2006
- Politiek en metapolitiek. Gewetensvol in de Randstad. Kampen 2008
- L'Unione Europea e la Dottrina sociale della Chiesa. In cammino verso Emmaus. Vaticaanstad 2009
- Autonoom en heteronoom. Evenwichtig in de Randstad. Utrecht 2011
- A Common Root A Common Hope. Dutch Roman Catholic Church and Judaism, 1994-2011, Documents and speeches. Utrecht 2011
- De weg van de dialoog. Bruggen slaan tussen kerk en samenleving. Utrecht 2015

De weg van de dialoog is uitgegeven bij gelegenheid van de 50e verjaardag van het Tweede Vaticaans Concilie. De publicatie bevat bijdragen van verschillende auteurs met een terugblik over de wijze, waarop Mgr. Van Luyn s.d.b. als bisschop van Rotterdam getracht heeft ‘de weg van de dialoog’ te gaan in eigen bisdom, met de universitaire wereld, met de wereld van de ondernemers, in dialoog met het Joodse volk, in het kader van de Europese Unie en dat van de vredesbeweging Pax Christi.
Prekenbundels
- Samenwerken voor het Evangelie. Antwerpen 2004
- Omwille van het Evangelie. Baarn 2015

- Bibliothèque nationale de France: cb146122616 (data)
- Gemeinsame Normdatei: 124882730
- International Standard Name Identifier: 0000 0000 1927 1565
- Library of Congress Control Number: n99257618
- Nederlandse Thesaurus van Auteursnamen: 172321298
- Système universitaire de documentation: 087444356
- Virtual International Authority File: 47013918
- WorldCat: E39PBJghkFXqwTwYvMW7WmcwYP